# Plectromerus acunai
Plectromerus acunai är en skalbaggsart som först beskrevs av Fisher 1936.  Plectromerus acunai ingår i släktet Plectromerus och familjen långhorningar.
Artens utbredningsområde är Kuba. Inga underarter finns listade i Catalogue of Life.